# Söldner-X: Himmelsstürmer
Söldner-X: Himmelsstürmer ist ein vom deutschen Entwicklerteam Sidequest Studios entwickeltes Shoot ’em up für Windows und PlayStation 3. Vertrieben und finanziert wurde das Projekt von eastasiasoft, einem in Hongkong ansässigen Publisher. Es wurde am 14. Dezember 2007 zunächst für den Windows veröffentlicht. Am 4. Dezember 2008 wurde Söldner-X: Himmelsstürmer auch als kostenpflichtiges Download-Spiel im PlayStation Store für die PlayStation 3 veröffentlicht.

## Beschreibung
Ausgehend vom Planet Conceyta bedroht eine unbekannte Macht die Menschheit. Diese Macht kann mit Hilfe einer seltsamen Krankheit Mischwesen aus Maschinen und organisches Leben erzeugen. Mit dem Raumschiffsprototypen Söldner-X besteht die letzte Hoffnung der Menschheit auf einen Sieg gegen den mysteriösen Gegner.
Söldner-X ist ein klassisches 2D-Shoot-'em-up-Spiel mit insgesamt 14 Spielstufen. Der Spieler kann allein oder kooperativ mit einem zweiten Mitspieler gegen große Wellen an Gegnern antreten. Das Raumschiff kann mehrere Treffer einstecken und startet zunächst mit einem einfachen Lasergeschütz. Durch Abschuss von Gegner sammelt man Power-Ups, mit denen die Fähigkeiten und Waffensysteme des Raumschiffs ausgebaut werden können. Am Ende eines Levels steht der Kampf gegen einen übergroßen und besonders mächtigen Endgegner.
Es handelt sich um den ersten veröffentlichten Titel des deutschen Entwicklerteams Sidequest Studios aus Mainz. Es kann in 720p-Auflösung gespielt werden und enthält äußerst detaillierte Grafikeffekte.

## Rezeption
Von der Spielepresse erhielt das Spiel gemischte Wertungen. So vergab die Webseite IGN.com 8.0 von 10 Punkten.
2009 wurde ein Nachfolger angekündigt, der 2010 als Söldner-X 2: Final Prototype für PlayStation 3 veröffentlicht wurde.